# Psilopogon oorti
Megalaima oorti là một loài chim trong họ Megalaimidae.